# 2024年パリオリンピックのイラン選手団
2024年パリオリンピックのイラン選手団（2024ねんパリオリンピックのイランせんしゅだん）は、2024年7月26日から8月11日にかけてフランスの首都パリで開催された2024年パリオリンピックのイラン選手団、およびその競技結果。

## メダル
ナヒド・キヤーニチャンデは、イランの女子選手として初めて銀メダルを獲得した。
| メダル | 選手名                             | 競技       | 種目                      | 日付    |
| ------ | ---------------------------------- | ---------- | ------------------------- | ------- |
| 金     | モハンマドハディ・サラヴィ         | レスリング | 男子グレコローマン97kg級  | 8月7日  |
| 金     | サエイド・エスマエイリ・レイヴェシ | レスリング | 男子グレコローマン67kg級  | 8月8日  |
| 金     | アリアン・サリミ                   | テコンドー | 男子80kg超級              | 8月10日 |
| 銀     | アリレザ・モフマディピアーニ       | レスリング | 男子グレコローマン87kg級  | 8月8日  |
| 銀     | ナヒド・キヤーニチャンデ           | テコンドー | 女子57kg級                | 8月8日  |
| 銀     | ハサン・ヤズダニチャラティ         | レスリング | 男子フリースタイル86kg級  | 8月9日  |
| 銀     | メフラン・バルホルダリ             | テコンドー | 男子80kg級                | 8月9日  |
| 銀     | アミール・ホセイン・ザーレ         | レスリング | 男子フリースタイル125kg級 | 8月10日 |
| 銀     | ラフマン・アムザドハリーリ         | レスリング | 男子フリースタイル65kg級  | 8月10日 |
| 銅     | アミン・ミルザザーデ               | レスリング | 男子グレコローマン130kg級 | 8月6日  |
| 銅     | モビーナ・ネマトザーデ             | テコンドー | 女子49kg級                | 8月7日  |
| 銅     | アミラリ・アザルピラ               | レスリング | 男子フリースタイル97kg級  | 8月11日 |

## 選手数
| 競技                 | 男子 | 女子 | 計 |
| -------------------- | ---- | ---- | -- |
| アーチェリー         | 0    | 1    | 1  |
| 陸上競技             | 1    | 1    | 2  |
| カヌー               | 2    | 0    | 2  |
| 自転車               | 1    | 0    | 1  |
| フェンシング         | 4    | 0    | 4  |
| 体操競技             | 1    | 0    | 1  |
| ローイング           | 0    | 3    | 3  |
| 射撃                 | 1    | 3    | 4  |
| スポーツクライミング | 1    | 0    | 1  |
| 競泳                 | 1    | 0    | 1  |
| 卓球                 | 2    | 1    | 3  |
| テコンドー           | 2    | 2    | 4  |
| ウエイトリフティング | 2    | 0    | 2  |
| レスリング           | 12   | 0    | 12 |
| 合計                 | 30   | 11   | 41 |

### 備考
- 難民選手団からは14人のイラン出身の選手が出場した。
- そのほかにも複数のイラン出身の選手が他国の選手団から出場した。キミア・アリザデは、前々大会ではイラン選手団から出場し銅メダルを獲得、前回大会では難民選手団から出場したが、今大会ではブルガリア選手団から出場した。準決勝でナヒド・キヤーニチャンデに敗れて銅メダルを獲得した。